# 디오스코리데스 선서
디오스코리데스 선서는 약학대학 학생들이 앞으로 약사로서 살아가기 위한 다짐을 하는 선서문이다. 2001년부터 경성대학교 약학대학에서 디오스코리데스의 선서라 하여 당시 미국 약사의 선서 문안을 번안하여 사용한 것이 계기가 되었다.

## 본문
나는 나의 사랑하는 가족과 친지 앞에서 약학의 전문인으로서 내 삶을 인류를 위해 바치겠다는 엄숙한 선서를 합니다.
하나, 나는 오늘 이 순간부터 고통 받는 인류의 복지와 행복을 생각하며 그들을 위해 살아갈 것입니다.
하나, 나는 모든 생명을 존중하여 어떠한 생명이라도 소홀히 여겨지는 것을 절대 용납하지 않겠습니다.
하나, 나는 언제나 나의 모든 지식과 능력을 발휘하여 인류복지 증진을 위해 최선을 다할 것입니다.
하나, 나는 약학에 대한 전문적인 능력을 꾸준히 발전시켜 항상 최고의 역량을 발휘하기 위해 노력할 것입니다.
하나, 나는 약학과 관련한 모든 법규를 엄격히 준수할 것이며 대중의 이익을 위한 모든 법 제도를 준수하겠습니다.
하나, 나는 어떠한 상황에서도 최고의 도덕적 가치 규범을 따르겠습니다.
하나, 나는 약학의 전문인으로서 책임과 의무를 충분히 이해하고 있으며 이에 근거하여 이 모든 조항들을 자발적으로 수행할 것임을 
엄숙히 선서합니다.

## 같이 보기
- 디오스코리데스